# Leioproctus morsus
Leioproctus morsus là một loài Hymenoptera trong họ Colletidae. Loài này được Cockerell mô tả khoa học năm 1907.